# 285
El 285 (CCLXXXV) fou un any comú començat en dijous del calendari julià.

## Esdeveniments
Imperi Romà
- 21 o 25 de juliol: Dioclecià nomena Maximià cèsar (emperador de rang inferior).
- L'emperador Carí marxa des de Britannia fins al nord d'Itàlia, i derrota l'exèrcit de l'usurpador Marc Aureli Julià a Verona.[1]
- Batalla del Margus: l'emperador Dioclecià derrota les forces de Carí a la vall del Morava (Sèrbia).[2]